# カンブリア統監
カンブリア統監（カンブリアとうかん、英語: Lord Lieutenant of Cumbria）は、イギリスの官職。統監の1つで、カンブリアを担当する。1972年地方行政法でイングランドおよびウェールズの地方自治体再編が行われ、同法第218(1)条によりグレーター・ロンドンおよび各都市・非都市カウンティに統監が1人ずつ任命されることとなった。同法でカンブリアがカンバーランドとウェストモーランドの合併により設立されたため、1974年の同法施行とともにカンブリア統監が任命された。

## 一覧
- 1974年4月1日 – 1983年：ジョン・チャールズ・ウェイド[3]
  - カンバーランド統監（英語版）より続投[2]
- 1983年2月21日 – 1994年：第6代準男爵サー・チャールズ・グラハム[3]
- 1994年7月18日 – 2012年12月22日：ジェームズ・アンソニー・クロッパー（英語版）[3][4]
- 2012年12月22日 – 2023年7月5日：クレア・ヘンスマン[4][5]
- 2023年7月5日 – ：フランシス・アレグザンダー・スコット[5]